# Sola en el mundo
Sola en el mundo (en idioma francés Seule au monde) es uno de los primeros cuadros del pintor francés, William-Adolphe Bouguereau; se desconoce la fecha exacta de su creación, pero se sabe que fue realizada antes de 1867 puesto que fue adquirida por el comerciante de arte Theo van Gogh, hermano menor de Vincent van Gogh. Su ubicación actual es desconocida.

## Descripción de la obra
El cuadro se sitúa en París en el siglo XIX y muestra a una joven mujer con el pelo corto que sostiene un violín en un puente sobre el río Sena; la joven mira hacia la izquierda con aire melancólico. Al fondo se puede ver la Catedral de Notre Dame y el Pont Royal; el puente sobre el que está la mujer es muy probable que sea el antiguo Puente Solférino.